# Critics’ Choice Movie Awards 2023

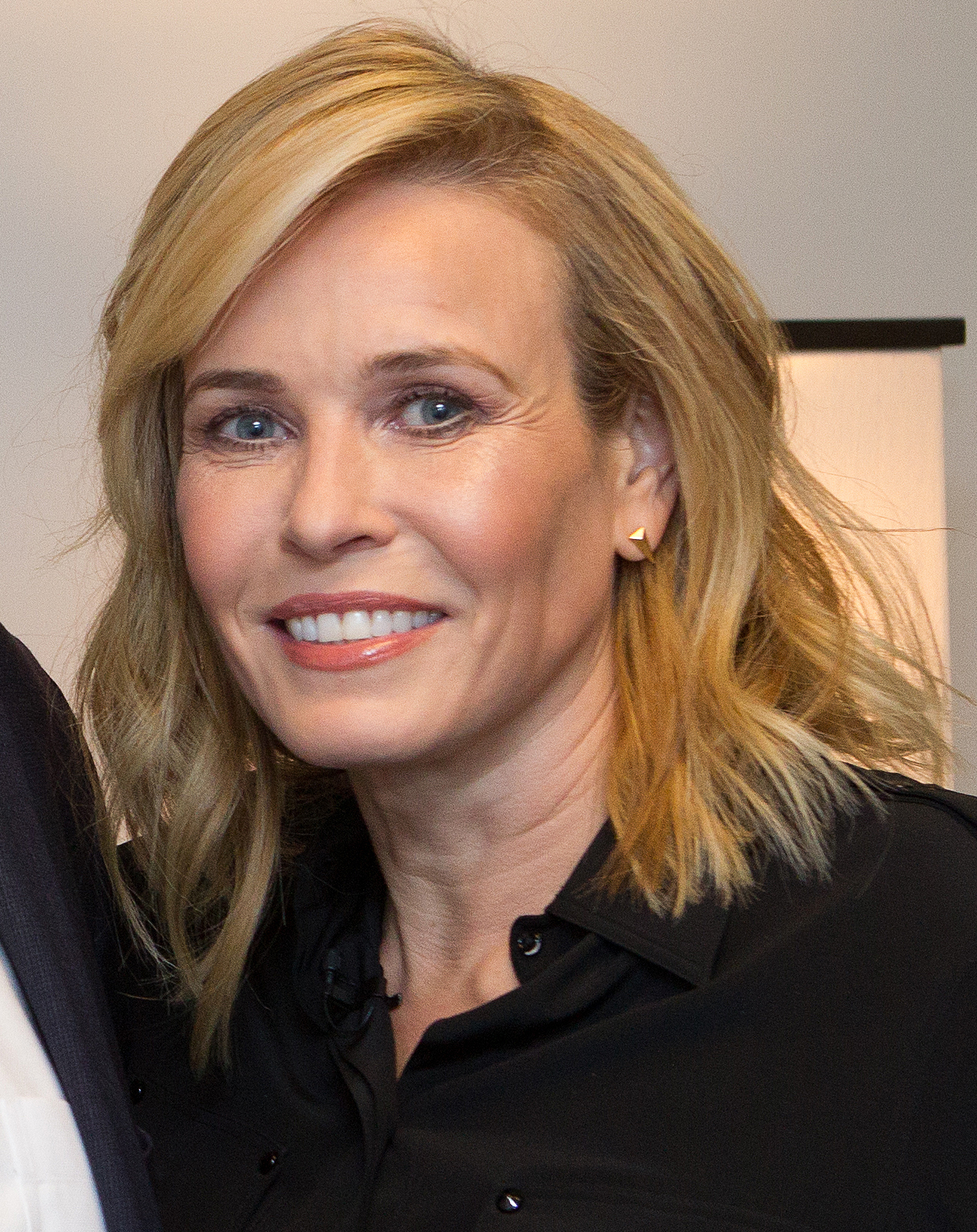
Chelsea Handler, die Moderatorin der Veranstaltung

Die 28. Verleihung der US-amerikanischen Critics’ Choice Movie Awards (englisch 28th Critics’ Choice Awards), die jährlich von der Critics Choice Association (CCA) vergeben werden, fand am 15. Januar 2023 im Fairmont Century Plaza Hotel in Los Angeles statt. Die Verleihung wurde live vom US-Sender The CW ausgestrahlt und von Chelsea Handler moderiert.
Die Nominierungen wurden am 14. Dezember 2022 bekanntgegeben.

## Gewinner und Nominierte
| Film                              | N  | A |
| --------------------------------- | -- | - |
| Everything Everywhere All at Once | 14 | 5 |
| Die Fabelmans                     | 11 | 1 |
| Babylon – Rausch der Ekstase      | 9  | 1 |
| The Banshees of Inisherin         | 9  | 0 |
| Tár                               | 7  | 2 |
| Elvis                             | 7  | 1 |
| Black Panther: Wakanda Forever    | 6  | 2 |
| Glass Onion: A Knives Out Mystery | 6  | 2 |
| Die Aussprache                    | 6  | 1 |
| Avatar: The Way of Water          | 6  | 1 |
| Top Gun: Maverick                 | 6  | 1 |
| RRR                               | 5  | 2 |
| The Whale                         | 4  | 1 |
| The Woman King                    | 4  | 0 |
| Guillermo del Toros Pinocchio     | 3  | 1 |
| Aftersun                          | 3  | 0 |
| The Batman                        | 3  | 0 |

### Bester Film
Everything Everywhere All at Once
Die Aussprache
Avatar: The Way of Water
Babylon – Rausch der Ekstase
The Banshees of Inisherin
Elvis
Die Fabelmans
Glass Onion: A Knives Out Mystery
RRR
Tár
Top Gun: Maverick

### Bester Hauptdarsteller
Brendan Fraser – The Whale
Austin Butler – Elvis
Tom Cruise – Top Gun: Maverick
Colin Farrell – The Banshees of Inisherin
Paul Mescal – Aftersun
Bill Nighy – Living – Einmal wirklich leben (Living)

### Beste Hauptdarstellerin
Cate Blanchett – Tár
Viola Davis – The Woman King
Danielle Deadwyler – Till – Kampf um die Wahrheit
Margot Robbie – Babylon – Rausch der Ekstase
Michelle Williams – Die Fabelmans
Michelle Yeoh – Everything Everywhere All at Once

### Bester Nebendarsteller
Ke Huy Quan – Everything Everywhere All at Once
Paul Dano – Die Fabelmans
Brendan Gleeson – The Banshees of Inisherin
Judd Hirsch – Die Fabelmans
Barry Keoghan – The Banshees of Inisherin
Brian Tyree Henry – Causeway

### Beste Nebendarstellerin
Angela Bassett – Black Panther: Wakanda Forever
Jessie Buckley – Die Aussprache
Kerry Condon – The Banshees of Inisherin
Jamie Lee Curtis – Everything Everywhere All at Once
Stephanie Hsu – Everything Everywhere All at Once
Janelle Monáe – Glass Onion: A Knives Out Mystery

### Beste Jungdarsteller
Gabriel LaBelle – Die Fabelmans
Frankie Corio – Aftersun
Jalyn Hall – Till – Kampf um die Wahrheit
Bella Ramsey – Catherine, Lady wider Willen
Banks Repeta – Zeiten des Umbruchs
Sadie Sink – The Whale

### Bestes Schauspielensemble
Glass Onion: A Knives Out Mystery
Die Aussprache
The Banshees of Inisherin
Everything Everywhere All at Once
Die Fabelmans
The Woman King

### Beste Regie
Daniel Kwan & Daniel Scheinert – Everything Everywhere All at Once
James Cameron – Avatar: The Way of Water
Damien Chazelle – Babylon – Rausch der Ekstase
Todd Field – Tár
Baz Luhrmann – Elvis
Martin McDonagh – The Banshees of Inisherin
Sarah Polley – Die Aussprache
Gina Prince-Bythewood – The Woman King
S. S. Rajamouli – RRR
Steven Spielberg – Die Fabelmans

### Bestes Originaldrehbuch
Daniel Kwan & Daniel Scheinert – Everything Everywhere All at Once
Todd Field – Tár
Martin McDonagh – The Banshees of Inisherin
Steven Spielberg & Tony Kushner – Die Fabelmans
Charlotte Wells – Aftersun

### Bestes adaptiertes Drehbuch
Sarah Polley – Die Aussprache
Samuel D. Hunter – The Whale
Kazuo Ishiguro – Living – Einmal wirklich leben (Living)
Rian Johnson – Glass Onion: A Knives Out Mystery
Rebecca Lenkiewicz – She Said

### Beste Kamera
Claudio Miranda – Top Gun: Maverick
Russell Carpenter – Avatar: The Way of Water
Roger Deakins – Empire of Light
Florian Hoffmeister – Tár
Janusz Kamiński – Die Fabelmans
Linus Sandgren – Babylon – Rausch der Ekstase

### Bestes Szenenbild
Florencia Martin & Anthony Carlino – Babylon – Rausch der Ekstase
Hannah Beachler & Lisa K. Sessions – Black Panther: Wakanda Forever
Rick Carter & Karen O’Hara – Die Fabelmans
Dylan Cole, Ben Procter & Vanessa Cole – Avatar: The Way of Water
Catherine Martin, Karen Murphy & Bev Dunn – Elvis
Jason Kisvarday & Kelsi Ephraim – Everything Everywhere All at Once

### Bester Schnitt
Paul Rogers – Everything Everywhere All at Once
Stephen E. Rivkin, David Brenner, John Refoua & James Cameron – Avatar: The Way of Water
Tom Cross – Babylon – Rausch der Ekstase
Eddie Hamilton – Top Gun: Maverick
Matt Villa & Jonathan Redmond – Elvis
Monika Willi – Tár

### Beste Kostüme
Ruth E. Carter – Black Panther: Wakanda Forever
Jenny Eagan – Glass Onion: A Knives Out Mystery
Shirley Kurata – Everything Everywhere All at Once
Catherine Martin – Elvis
Gersha Phillips – The Woman King
Mary Zophres – Babylon – Rausch der Ekstase

### Bestes Make-up und beste Frisuren
Elvis
Babylon – Rausch der Ekstase
The Batman
Black Panther: Wakanda Forever
Everything Everywhere All at Once
The Whale

### Beste visuelle Effekte
Avatar: The Way of Water
The Batman
Black Panther: Wakanda Forever
Everything Everywhere All at Once
RRR
Top Gun: Maverick

### Beste Komödie
Glass Onion: A Knives Out Mystery
The Banshees of Inisherin
Bros
Everything Everywhere All at Once
Triangle of Sadness
Massive Talent

### Bester Animationsfilm
Guillermo del Toros Pinocchio
Der gestiefelte Kater: Der letzte Wunsch
Marcel the Shell with Shoes On
Rot
Wendell & Wild

### Bester fremdsprachiger Film
RRR
Argentinien, 1985 – Nie wieder
Bardo, die erfundene Chronik einer Handvoll Wahrheiten
Close
Die Frau im Nebel
Im Westen nichts Neues

### Bestes Lied
Naatu Naatu aus RRR
Carolina aus Der Gesang der Flusskrebse
Ciao Papa aus Guillermo del Toros Pinocchio
Hold My Hand aus Top Gun: Maverick
Lift Me Up aus Black Panther: Wakanda Forever
New Body Rhumba aus Weißes Rauschen

### Beste Musik
Hildur Guðnadóttir – Tár
Alexandre Desplat – Guillermo del Toros Pinocchio
Michael Giacchino – The Batman
Hildur Guðnadóttir – Die Aussprache
Justin Hurwitz – Babylon – Rausch der Ekstase
John Williams – Die Fabelmans